# 滑行道

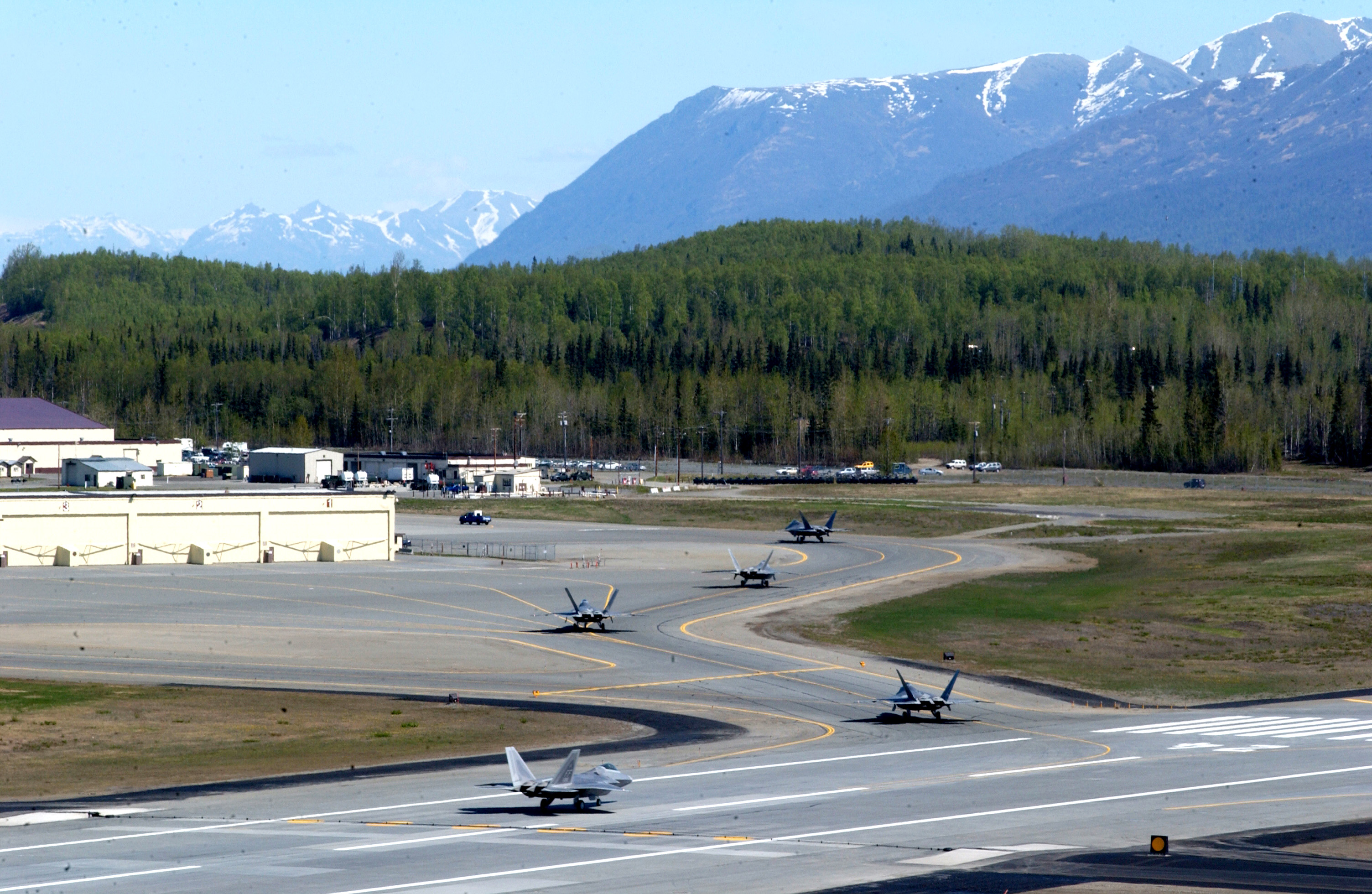
位於美國阿拉斯加州埃爾門多夫-理查森聯合基地的滑行道

滑行道是機場的一種設施，為連接跑道與停機坪、機庫、航站樓和其他設施的飛機滑行路徑。 它們大多具有堅硬的表面，例如瀝青或混凝土，儘管較小的通用航空機場有時會使用礫石或草地。
大多數機場沒有特定的滑行速度限制（儘管有些機場有）。 有一個基於障礙物的安全速度的一般規則。 運營商和飛機製造商可能會受到限制。 典型的滑行速度為 20-30 節（37-56 公里/小時；23-35 英里/小時）。

## 滑行道指示牌

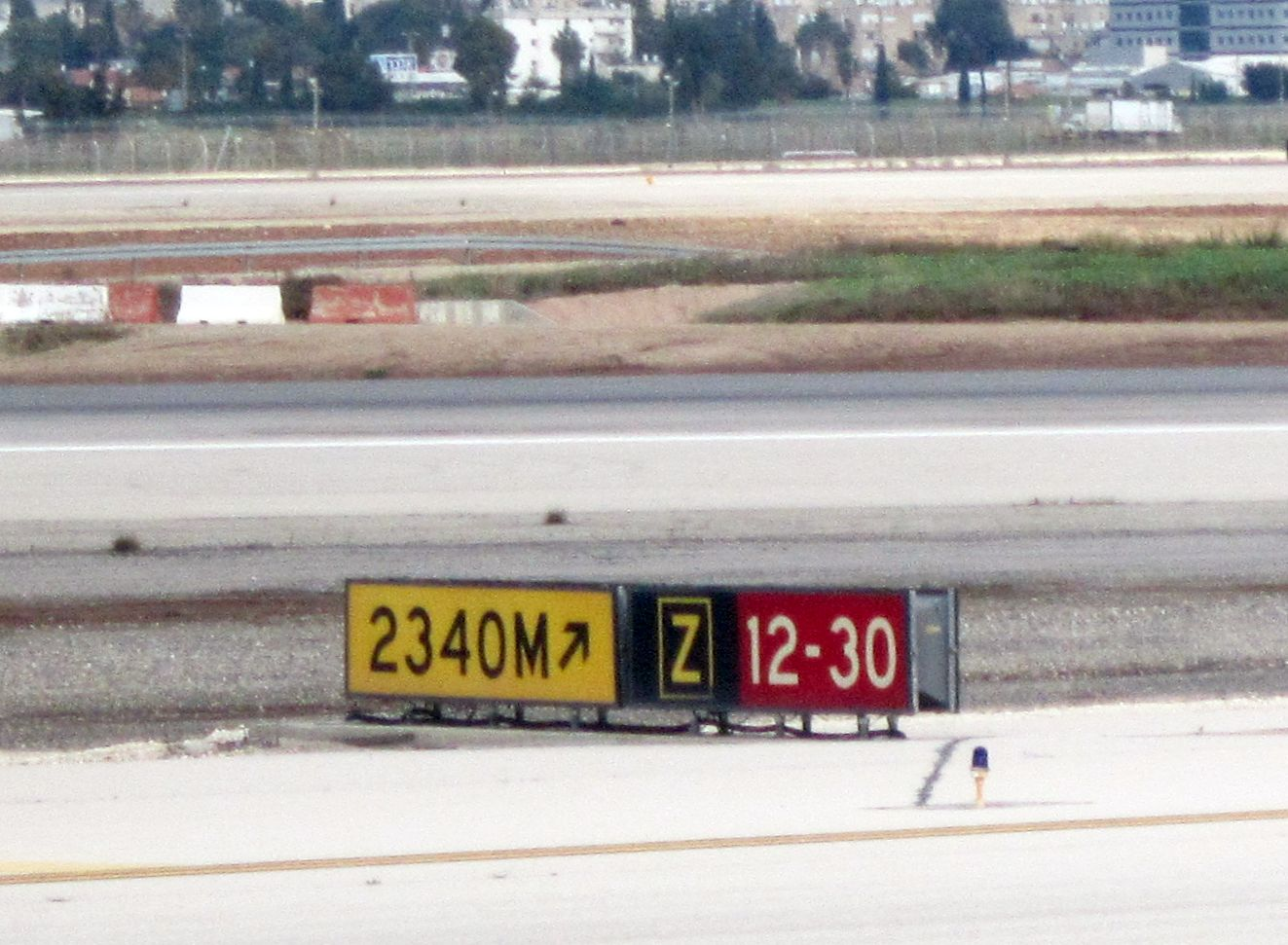
这些标志通常可以被组合使用，此例中为一个方向标志，一个位置标志以及一个跑道标志。

滑行道指示牌，在飛機於滑行道滑行時，指引方向和提供注意資訊。但在一些較小型的機場，滑行道指示牌設置數量較少，甚至沒有設置，而是以機場指示圖來替代。

## 高速出口
繁忙的機場通常會建造高速或快速出口的滑行道，以允許飛機以更高的速度離開跑道。 這允許飛機更快地離開跑道，允許另一架飛機在更短的時間間隔內著陸或起飛。 這是通過將離開的滑行道與跑道相交的角度減小到 30 度而不是 90 度來實現的，從而增加飛機離開跑道進入滑行道的速度。

## 標記
- 正常中心線 一條連續的黃線，寬度為 15 厘米（6 英寸）至 30 厘米（12 英寸）。

- 增強型中心線 增強型滑行道中心線標記由滑行道中心線兩側的黃色虛線平行線組成。在跑道等待位置標記之前，滑行道中心線增強了 150 英尺（46 m）。增強的滑行道中心線是美國所有 FAR Part 139 認證機場的標準配置。

- 滑行道邊緣標記 當滑行道邊緣與人行道邊緣不一致時，用於定義滑行道邊緣。
  - 連續標記由一條連續的雙黃線組成，每條線的寬度至少為 15 厘米（6 英寸），相距 15 厘米（6 英寸）。它們將滑行道邊緣與肩部或其他不供飛機使用的鄰接鋪砌表面分開。
  - 虛線標記定義了鋪砌表面上滑行道的邊緣，其中與滑行道邊緣相鄰的路面旨在供飛機使用，例如圍裙。這些標記由一條虛線雙黃線組成，每條線的寬度至少為 15 厘米（6 英寸），相距 15 厘米（6 英寸）（邊到邊）。這些線路長 15 英尺 (4.6 m)，間隔 25 英尺 (7.6 m)。

- 滑行道肩標記滑行道、停機位和停機坪有時會提供鋪砌的肩部，以防止爆炸和水蝕。肩部不適用於飛機，可能無法承載飛機負載。滑行道肩標是垂直於滑行道邊緣的黃線，從滑行道邊緣到路面邊緣，大約3米。

- 表面塗漆滑行道方向標誌 黃底黑字，用於交叉路口無法設置滑行道方向標誌，或需要補充此類標誌時。這些標記位於滑行道的兩側。

表面塗漆位置標誌黑色背景，帶有黃色銘文和黃色和黑色邊框。必要時，這些標記補充位於滑行道旁邊的位置標誌，並幫助飛行員確認飛機所在滑行道的名稱。這些標記位於中心線的右側。
- 地理位置標記這些標記位於低能見度滑行路線沿線的點（當跑道視程低於 1200 英尺（370 m）時）。它們位於滑行方向中滑行道中心線的左側。黑色銘文以粉紅色圓圈為中心，內圈為黑色，外圈為白色。如果路面是淺色，則邊界為白色，外圈為黑色。

- 跑道等待位置標記這些標記顯示飛機從滑行道接近跑道時應該停止的位置。它們由四條黃線、兩條實線和兩條虛線組成，間隔六或十二英寸（15 或 30 厘米），並延伸穿過滑行道或跑道的寬度。實線始終位於飛機要停放的一側。在三個位置遇到跑道等待位置標記： 滑行道上的跑道等待位置標記；跑道上的跑道等待位置標記；位於跑道進近區的滑行道。

- 儀表著陸系統 (ILS) 的保持位置標記 這些由兩條間隔兩英尺（60 厘米）的黃色實線組成，由兩條間隔十英尺（3 米）的實線連接，這些實線橫跨滑行道的寬度。

- 滑行道/滑行道交叉口的保持位置標記這些由一條橫跨滑行道寬度延伸的虛線組成。

- 表面塗漆的保持位置標誌紅色背景標誌，帶有白色銘文，以補充位於保持位置的標誌。

滑行道有字母數字標識。這些滑行道 ID 顯示在滑行道的黑色和黃色招牌上。

以下有兩類機場常見的標誌，而每類標誌也有數個：

### 操作引導指標

滑行道位置標誌

滑行道方向標誌

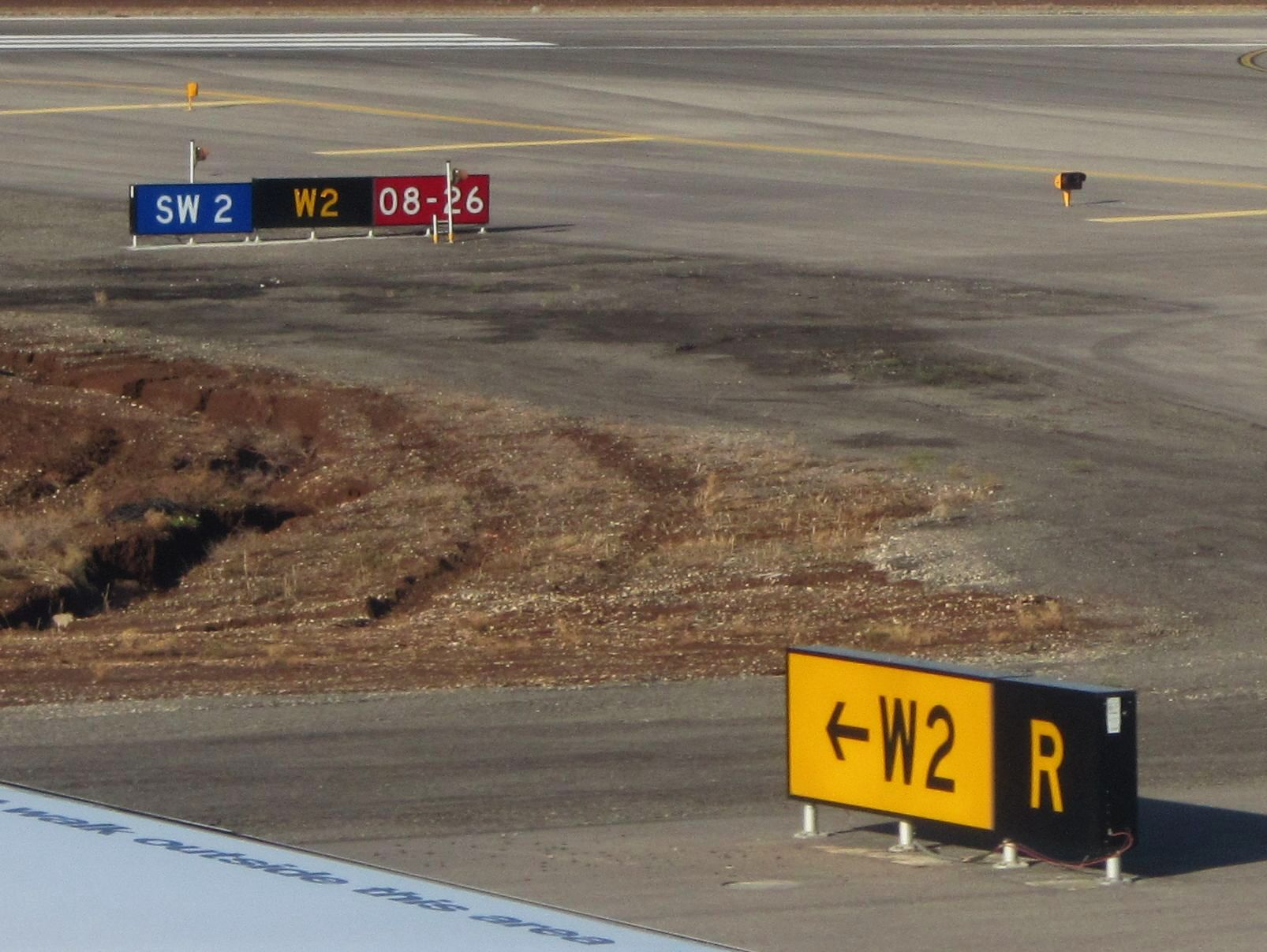
前部黄色的"W2"方向标志指向后方黑色的"W2"位置标志，而蓝色的"SW 2"标志并不是标准的标志。

- 位置標誌：黑底黃字，標示即將進入或所在的跑道或滑行道。
- 方向／跑道出口指示牌：黃底黑字，表示即將接近的滑行道交叉口，箭頭指示轉彎的方向。
- 停止標誌:藍底白字,由英文字母S為開頭,位置是固守的。這個標誌並不是一個統一的標誌。
- 其他：許多機場使用傳統標示牌，如“Stop”（停止）和“Yield”（讓路）字語的指示牌。

### 強制性指標

禁止進入标志

強制性指示標誌為紅底白字，表示前方為跑道入口或重要區域，車輛和飛機遇到此標誌時必須停止，直到這塔台人員允許才能通過。
- 跑道標誌：紅底白字，表示前方有跑道交叉口。例如在上方圖片的跑道12-30。
- 無線電頻道改變標誌：通常搭配一個停止標誌，並指示要改變的無線電頻道，設置於一些有不同地面管制區域的機場。
- 禁止移動標誌：滑行道上的單一黃色實心橫線，表示地面控制中心可能要求停止移動。如果遇到兩條黃色實心橫線和兩條黃色虛線，表示前方有因跑道交叉口而設的停留區，若沒有允許，絕不能擅自越過停留線。某些機場會在滑行道使用一條紅色的燈，方便在低能見度來表示停止移動。

## 滑行道灯光

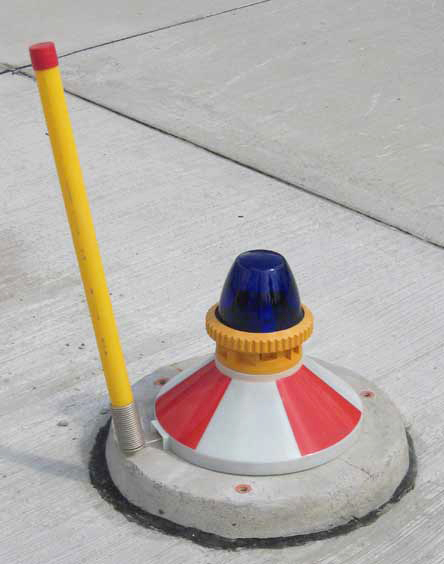
滑行道边缘灯

為了滑行道在夜間也可以作業，滑行道在設計上常設有燈光照明設備，但有些小型機場並沒有此設備。
- 滑行道边缘灯:當在有限的能見度或光度不足時，使滑行道的邊界更明顯。這種燈設置於滑行道的邊緣而高於地面，並且發出藍光。
- 滑行道中线灯:這種燈設置於滑行道的中線，並且發出綠光。